# Allsvenskan 2014
L'Allsvenskan 2014 è stata la 90ª edizione della massima serie del campionato svedese di calcio con la denominazione di Allsvenskan. È iniziata il 30 marzo 2014 e si è conclusa il 1º novembre 2014 con il diciottesimo titolo del Malmö FF, il secondo consecutivo.

## Stagione

### Novità
Rispetto all'edizione precedente, le squadre promosse dalla Superettan 2013 sono il Falkenberg e l'Örebro. Esse hanno preso il posto delle retrocesse Öster e Syrianska.
Dal doppio spareggio salvezza/promozione del novembre 2013 non erano emersi cambiamenti: l'Halmstad, terzultimo nella Allsvenskan 2013, aveva infatti mantenuto la categoria a discapito del GIF Sundsvall, terzo nella Superettan 2013.

## Formula
Le 16 squadre partecipanti si affrontano in un girone di andata e ritorno, per un totale di 30 giornate.

La squadra campione di Svezia ha il diritto di partecipare alla UEFA Champions League 2015-2016 partendo dal secondo turno di qualificazione.

La vincitrice della Svenska Cupen 2013-2014, la seconda classificata e la terza classificata del campionato sono ammesse alla UEFA Europa League 2015-2016 partendo dal primo turno di qualificazione.

La terzultima classificata gioca uno spareggio salvezza/promozione contro la terza classificata della Superettan.

Le ultime due classificate sono retrocesse direttamente in Superettan.

## Squadre partecipanti
| Club           | Città       | Stadio           | Posizione 2013     |
| -------------- | ----------- | ---------------- | ------------------ |
| AIK            | Stoccolma   | Friends Arena    | 2º posto           |
| Brommapojkarna | Stoccolma   | Grimsta IP       | 13º posto          |
| Djurgården     | Stoccolma   | Tele2 Arena      | 7º posto           |
| Elfsborg       | Borås       | Borås Arena      | 6º posto           |
| Falkenberg     | Falkenberg  | Falkenbergs IP   | 1° in Superettan   |
| Gefle          | Gävle       | Strömvallen      | 12º posto          |
| IFK Göteborg   | Göteborg    | Gamla Ullevi     | 3º posto           |
| IFK Norrköping | Norrköping  | Nya Parken       | 9º posto           |
| Halmstad       | Halmstad    | Örjans Vall      | 14º posto          |
| Helsingborg    | Helsingborg | Olympia          | 5º posto           |
| Häcken         | Göteborg    | Gamla Ullevi     | 10º posto          |
| Kalmar         | Kalmar      | Guldfågeln Arena | 4º posto           |
| Malmö FF       | Malmö       | Swedbank Stadion | Campione di Svezia |
| Mjällby        | Mjällby     | Strandvallen     | 11º posto          |
| Åtvidaberg     | Åtvidaberg  | Kopparvallen     | 8º posto           |
| Örebro         | Örebro      | Behrn Arena      | 2° in Superettan   |

### Allenatori
| Squadra        | Allenatore      | In carica da      |
| -------------- | --------------- | ----------------- |
| AIK            | Andreas Alm     | 16 dicembre 2010  |
| Brommapojkarna | Stefan Billborn | 6 dicembre 2013   |
| Djurgården     | Per Olsson      | 20 novembre 2013  |
| Elfsborg       | Klas Ingesson   | 30 settembre 2013 |
| Falkenberg     | Henrik Larsson  | 4 dicembre 2013   |
| Gefle          | Roger Sandberg  | 10 dicembre 2013  |
| Halmstad       | Jens Gustafsson | 5 luglio 2011     |
| Helsingborg    | Roar Hansen     | 3 dicembre 2012   |

| Squadra        | Allenatore        | In carica da     |
| -------------- | ----------------- | ---------------- |
| Häcken         | Peter Gerhardsson | 20 novembre 2008 |
| IFK Göteborg   | Mikael Stahre     | 1º novembre 2011 |
| IFK Norrköping | Janne Andersson   | 1º dicembre 2010 |
| Kalmar         | Hans Eklund       | 4 novembre 2013  |
| Malmö FF       | Åge Hareide       | 9 gennaio 2014   |
| Mjällby        | Lars Jacobsson    | 16 ottobre 2013  |
| Åtvidaberg     | Peter Swärdh      | 9 novembre 2012  |
| Örebro         | Per-Ola Ljung     | 8 giugno 2012    |

### Allenatori esonerati, dimessi e subentrati
| Squadra        | Allenatore/i uscente/i | Motivo                  | Vacante dal      | Posizione    | Nuovo allenatore         | Data incarico    |
| -------------- | ---------------------- | ----------------------- | ---------------- | ------------ | ------------------------ | ---------------- |
| Djurgården     | Per-Mathias Høgmo      | Passaggio alla Norvegia | 3 novembre 2013  | Pre-stagione | Per Olsson               | 20 novembre 2013 |
| Kalmar         | Nanne Bergstrand       | Dimissione              | 3 novembre 2013  | Pre-stagione | Hans Eklund              | 4 novembre 2013  |
| Falkenberg     | Hans Eklund            | Passaggio al Kalmar     | 4 novembre 2013  | Pre-stagione | Henrik Larsson           | 4 dicembre 2013  |
| Gefle          | Per Olsson             | Passaggio al Djurgården | 20 novembre 2013 | Pre-stagione | Roger Sandberg           | 10 dicembre 2013 |
| Malmö FF       | Rikard Norling         | Dimissione              | 27 novembre 2013 | Pre-stagione | Åge Hareide              | 9 gennaio 2014   |
| Brommapojkarna | Roberth Björknesjö     | Dimissione              | 30 novembre 2013 | Pre-stagione | Stefan Billborn          | 6 dicembre 2013  |
| Örebro         | Per-Ola Ljung          | Passaggio al GAIS       | 13 giugno 2014   | 11ª          | Alexander Axén           | 13 giugno 2014   |
| Mjällby        | Lars Jacobsson         | Esonero                 | 19 luglio 2014   | 14ª          | Anders Linderoth         | 21 luglio 2014   |
| Elfsborg       | Klas Ingesson          | Morte                   | 29 ottobre 2014  | 4ª           | Janne Mian (Provvisorio) | 29 ottobre 2014  |

## Classifica finale
|                   | Pos. | Squadra        | Pt | G  | V  | N  | P  | GF | GS | DR  |
| ----------------- | ---- | -------------- | -- | -- | -- | -- | -- | -- | -- | --- |
| Svezia (bandiera) | 1.   | Malmö FF       | 62 | 30 | 18 | 8  | 4  | 59 | 31 | +28 |
|                   | 2.   | IFK Göteborg   | 56 | 30 | 15 | 11 | 4  | 58 | 34 | +24 |
|                   | 3.   | AIK            | 52 | 30 | 15 | 7  | 8  | 59 | 42 | +17 |
|                   | 4.   | Elfsborg       | 52 | 30 | 15 | 7  | 8  | 40 | 31 | +9  |
|                   | 5.   | Häcken         | 46 | 30 | 13 | 7  | 10 | 58 | 45 | +13 |
|                   | 6.   | Örebro         | 46 | 30 | 13 | 7  | 10 | 54 | 44 | +10 |
|                   | 7.   | Djurgården     | 43 | 30 | 11 | 10 | 9  | 47 | 33 | +14 |
|                   | 8.   | Åtvidaberg     | 43 | 30 | 12 | 7  | 11 | 39 | 46 | -7  |
|                   | 9.   | Helsingborg    | 39 | 30 | 10 | 9  | 11 | 14 | 23 | -9  |
|                   | 10.  | Halmstad       | 39 | 30 | 11 | 6  | 13 | 44 | 50 | -6  |
|                   | 11.  | Kalmar         | 39 | 30 | 10 | 9  | 11 | 36 | 45 | -9  |
|                   | 12.  | IFK Norrköping | 36 | 30 | 9  | 9  | 12 | 39 | 50 | -11 |
|                   | 13.  | Falkenberg     | 33 | 30 | 9  | 6  | 15 | 37 | 49 | -12 |
|                   | 14.  | Gefle          | 32 | 30 | 8  | 8  | 14 | 34 | 42 | -9  |
|                   | 15.  | Mjällby        | 29 | 30 | 8  | 5  | 17 | 29 | 47 | -12 |
|                   | 16.  | Brommapojkarna | 12 | 30 | 2  | 6  | 22 | 28 | 69 | -41 |

Legenda:

      Campione di Svezia e ammessa in UEFA Champions League 2015-2016
      Ammesse in UEFA Europa League 2015-2016
      Spareggio salvezza-promozione
      Retrocesse in Superettan 2015

## Spareggio salvezza/promozione
Nello spareggio salvezza si affrontano la squadra classificata al 14º posto in Allsvenskan (Gefle) e la squadra classificata al 3º posto in Superettan (Ljungskile).
| Arbitro: | Michael Lerjéus (Skövde) |

|            |           |                                          |
| Olsson 12’ | Marcatori | 18’ (rig.) Oremo 51’ Lantto 55’ Williams |

| Arbitro: | Andreas Ekberg (Lund) |

|               |           |  |
| Lundevall 52’ | Marcatori |  |

Il Gefle mantiene la permanenza in Allsvenskan.

## Risultati
|                | AIK  | Åtv  | Bro  | Dju  | Fal  | Elf  | Gef  | Häc  | Hal  | Hel  | IFK  | Kal  | Mal  | Mjä  | Nor  | Öre  |
| -------------- | ---- | ---- | ---- | ---- | ---- | ---- | ---- | ---- | ---- | ---- | ---- | ---- | ---- | ---- | ---- | ---- |
| AIK            | –––– | 4-1  | 4-2  | 1-1  | 3-0  | 2-1  | 3-1  | 1-0  | 0-1  | 2-1  | 0-2  | 3-0  | 2-3  | 2-1  | 1-2  | 1-1  |
| Åtvidaberg     | 0-3  | –––– | 3-2  | 1-1  | 2-0  | 2-1  | 2-2  | 1-0  | 1-0  | 1-2  | 1-1  | 3-1  | 2-1  | 2-1  | 2-2  | 1-2  |
| Brommapojkarna | 0-4  | 2-2  | –––– | 0-4  | 2-3  | 0-1  | 1-2  | 1-5  | 0-3  | 0-1  | 1-1  | 1-2  | 1-1  | 0-1  | 3-0  | 2-2  |
| Djurgården     | 2-3  | 0-1  | 3-2  | –––– | 1-0  | 1-1  | 1-2  | 1-2  | 3-0  | 4-0  | 0-0  | 0-0  | 2-0  | 4-0  | 1-1  | 0-3  |
| Falkenberg     | 4-1  | 3-0  | 1-0  | 1-0  | –––– | 2-3  | 1-1  | 1-1  | 1-1  | 2-0  | 1-2  | 1-3  | 2-5  | 1-1  | 4-2  | 1-3  |
| Elfsborg       | 1-1  | 1-0  | 2-2  | 0-1  | 1-0  | –––– | 1-0  | 3-1  | 4-1  | 1-0  | 0-0  | 2-0  | 0-1  | 3-1  | 3-0  | 1-0  |
| Gefle          | 1-2  | 0-1  | 3-0  | 1-1  | 3-1  | 0-1  | –––– | 1-0  | 2-0  | 2-1  | 1-1  | 0-2  | 0-0  | 1-0  | 1-2  | 1-2  |
| Häcken         | 2-2  | 0-2  | 3-1  | 2-1  | 1-2  | 0-2  | 3-1  | –––– | 3-0  | 1-1  | 1-1  | 4-1  | 3-3  | 1-1  | 2-0  | 4-1  |
| Halmstad       | 2-2  | 1-3  | 3-0  | 2-1  | 4-0  | 1-1  | 3-2  | 1-4  | –––– | 2-1  | 2-2  | 1-1  | 0-1  | 1-2  | 0-0  | 1-2  |
| Helsingborg    | 3-1  | 0-0  | 3-1  | 1-1  | 1-0  | 4-1  | 1-1  | 4-2  | 1-4  | –––– | 0-3  | 4-1  | 0-1  | 3-1  | 0-0  | 1-1  |
| IFK Göteborg   | 0-2  | 5-0  | 3-0  | 2-1  | 1-0  | 0-0  | 4-0  | 3-2  | 5-1  | 6-2  | –––– | 2-0  | 0-3  | 3-1  | 2-2  | 2-1  |
| Kalmar         | 1-1  | 2-2  | 1-1  | 0-4  | 3-1  | 0-0  | 2-1  | 2-3  | 1-3  | 2-0  | 1-1  | –––– | 1-1  | 2-1  | 2-0  | 2-0  |
| Malmö FF       | 2-2  | 3-0  | 2-0  | 2-2  | 3-0  | 1-2  | 1-0  | 1-2  | 3-1  | 1-1  | 2-2  | 3-1  | –––– | 4-1  | 3-0  | 3-2  |
| Mjällby        | 1-0  | 1-0  | 0-1  | 0-2  | 1-1  | 1-0  | 2-2  | 1-4  | 2-1  | 1-2  | 3-0  | 0-2  | 0-1  | –––– | 3-1  | 0-1  |
| Norrköping     | 2-4  | 2-1  | 3-1  | 3-5  | 0-3  | 4-2  | 1-0  | 0-0  | 1-2  | 2-0  | 3-0  | 0-0  | 1-2  | 1-1  | –––– | 2-0  |
| Örebro         | 4-2  | 3-2  | 3-1  | 0-1  | 0-0  | 5-1  | 2-2  | 5-2  | 1-2  | 1-1  | 3-4  | 2-0  | 1-2  | 1-0  | 2-2  | –––– |

## Statistiche

### Individuali

#### Classifica marcatori
| Gol | Rigori |  | Giocatore        | Squadra        |
| --- | ------ |  | ---------------- | -------------- |
| 23  |        |  | Lasse Vibe       | IFK Göteborg   |
| 17  | 1      |  | Ricardo Santos   | Åtvidaberg     |
| 17  | 2      |  | David Accam      | Helsingborg    |
| 15  | 1      |  | Markus Rosenberg | Malmö FF       |
| 14  |        |  | Nabil Bahoui     | AIK            |
| 14  |        |  | Emil Forsberg    | Malmö FF       |
| 14  | 2      |  | Alhassan Kamara  | Örebro         |
| 12  |        |  | Henok Goitom     | AIK            |
| 10  |        |  | Mikael Boman     | Halmstad       |
| 10  |        |  | Simon Gustafson  | Häcken         |
| 10  |        |  | Alhaji Kamara    | IFK Norrköping |
| 10  |        |  | Emir Kujović     | IFK Norrköping |
| 10  |        |  | Marcus Pode      | Örebro         |
| 10  |        |  | Måns Söderqvist  | Kalmar         |
| 9   | 2      |  | Erton Fejzullahu | Djurgården     |

#### Premi individuali di fine stagione
Di seguito i vincitori.
| Premio                 | Giocatore        | Squadra      |
| ---------------------- | ---------------- | ------------ |
| Miglior portiere       | Robin Olsen      | Malmö FF     |
| Miglior difensore      | Johan Larsson    | Elfsborg     |
| Miglior centrocampista | Emil Forsberg    | Malmö FF     |
| Miglior attaccante     | Markus Rosenberg | Malmö FF     |
| Miglior allenatore     | Åge Hareide      | Malmö FF     |
| Miglior giovane        | Gustav Engvall   | IFK Göteborg |
| Miglior giocatore      | Markus Rosenberg | Malmö FF     |

## Verdetti finali
- Malmö FF campione di Svezia 2014 e qualificato al secondo turno di qualificazione della UEFA Champions League 2015-2016.
- IFK Göteborg vincitore della Svenska Cupen 2014-2015 e qualificato al primo turno di qualificazione della UEFA Europa League 2015-2016.
- AIK ed Elfsborg qualificati al primo turno di qualificazione della UEFA Europa League 2015-2016.
- Mjällby e Brommapojkarna retrocessi in Superettan 2015.